# Cantone di Saint-Claud
Il Cantone di Saint-Claud era una divisione amministrativa dell'arrondissement di Confolens.
A seguito della riforma approvata con decreto del 20 febbraio 2014, che ha avuto attuazione dopo le elezioni dipartimentali del 2015, è stato soppresso.

## Composizione
Comprendeva i comuni di:
- Beaulieu-sur-Sonnette
- Chasseneuil-sur-Bonnieure
- Genouillac
- Le Grand-Madieu
- Lussac
- Mazières
- Nieuil
- Parzac
- Les Pins
- Roumazières-Loubert
- Saint-Claud
- Saint-Laurent-de-Céris
- Saint-Mary
- Suaux